# Anna Barbara van Meerten-Schilperoort
Anna Barbara van Meerten-Schilperoort, connue également sous le nom de Barbera van Meerten-Schilperoort (3 janvier 1778, Voorburg-14 février 1853, Gouda), est une militante néerlandaise des droits des femmes.

## Biographie
Barbera van Meerten-Schilperoort naît le 3 janvier 1778 à Voorburg. C'est l'enfant unique de Dick Shilperoort et Adriana Theresia Breecelencam, une famille bourgeoise.  Elle termine son éducation dans un pensionnat pour jeunes filles. Elle la décrit comme superficielle, comme c'est l'usage pour l'éducation proposée dans les écoles pour filles à cette époque. Elle épouse à seize ans, en 1794, le vicaire Hendrik van Meerten (vers 1760 - 1830).  Ils ont six enfants entre 1798 et 1807. Elle va parfaire son éducation pour être capable d'enseigner à ses enfants. Le couple s'installe d'abord à Waddenoyen puis, trois ans plus tard, à Gouda où ils vont passer leur vie.  

## Carrière
En raison de la ruine de sa famille à la suite de l'invasion française en 1795, elle doit aider son mari à subvenir aux besoins de sa famille. Elle éduque ses enfants et en accueille d'autres en même temps. Elle donne des cours particuliers en 1810 puis elle ouvre une petite école pour filles. En 1815, elle est devient inspectrice d'école. En 1816, par l'intermédiaire de son mari, elle présente une requête au gouvernement pour donner des cours de formation aux enseignants. Proposition qui n'est pas acceptée. Elle publie également  plusieurs livres sur l'éducation, des conseils pour les femmes, des romans et d'autres ouvrages. De 1821 à 1835, elle est rédactrice en chef du journal Penelope. Son école devient l'un des instituts d'éducation pour femmes les plus remarquables des Pays-Bas. Elle défend la différence du féminisme et fait valoir que les femmes devraient tenir un rôle public plus important au service de l'État. 
En 1832, elle entame une œuvre philanthropique pour améliorer les conditions de vie des femmes détenues, et en 1841, elle fonde l'association caritative Hulpbetoon aan Eerlijke en Vlijtige Armoede, qui est la première organisation féminine aux Pays-Bas. 
Elle est désignée comme la fondatrice du mouvement organisé pour les droits des femmes aux Pays-Bas . 